# روشيل أوليفر
روشيل أوليفر (بالإنجليزية: Rochelle Oliver)‏ هي ممثلة أمريكية، ولدت في 15 أبريل 1937 في نيويورك في الولايات المتحدة.

## وصلات خارجية
- روشيل أوليفر على موقع IMDb (الإنجليزية)
- روشيل أوليفر على موقع قاعدة بيانات برودواي على الإنترنت (الإنجليزية)